# Shane Victor
Shane Victor (Sudáfrica, 29 de diciembre de 1988) es un atleta sudafricano, especialista en la prueba de 4x400 m, con la que llegó a ser subcampeón mundial en 2011.

## Carrera deportiva
En el Mundial de Daegu 2011 gana la medalla de plata en los relevos 4x400 metros, con un tiempo de 2:59.87, tras Estados Unidos y por delante de Jamaica, y siendo sus compañeros de equipo: Ofentse Mogawane, Willem de Beer y L. J. van Zyl.